# Muscle Museum (EP)
Muscle Museum – EP angielskiego zespołu rockowego Muse, wydane 11 stycznia 1999 roku przez wytwórnię Dangerous Records w limitowanej liczbie 999 ręcznie ponumerowanych kopii. Zawiera sześć piosenek, z których cztery zostały później ponownie nagrane i pojawiły się na debiutanckim albumie grupy, Showbiz.
Tytułowa piosenka, "Muscle Museum", zajęła 3. miejsce na liście Indie Charts magazynu NME, ustępując tylko Mercury Rev i Fatboy Slim.

## Lista utworów
1. "Muscle Museum" - 4:22
2. "Sober" - 4:04
3. "Uno" - 3:38
4. "Unintended" - 3:57
5. "Instant Messenger" - 3:30
6. "Muscle Museum #2" - 1:21